# Kloster des Sankt Johannes von Dailam
Das Kloster des Johannes von Dailam, auch bekannt als Naqortaya und Muqurtaya (reichsaramäisch ܕܝܪܐ ܢܩܘܪܬܝܐ dayrá naqortáyá, wörtlich „gemeißeltes Kloster“), ist eine syrisch-orthodoxes Kloster aus dem 7. Jahrhundert, das sich 3 km nördlich von Baghdida im Nordirak befindet. Das öffentlich zugängliche Kloster wurde im 19. Jahrhundert zerstört, verblieben sind nur noch der Altar und das Taufbecken.

## Geschichte
Das Kloster wird traditionellerweise dem Mar Johannes von Dailam zugeschrieben, der in der Region im 7. Jahrhundert tätig und gemäß einer zeitgenössischen Legende verantwortlich für die Konversion der Anhänger der Kirche des Ostens zur syrisch-orthodoxen Kirche war. Die älteste bezeugte Erwähnung des Klosters war im späten 9. Jahrhundert.
Ein syrisches Manuskript erwähnt die Einweihung des Klosters im Jahre 1115. Bar Hebräus zeichnet auf, dass die Kurden das Kloster im Jahre 1261 ausplünderten, niederbrannten und dessen Mönche töteten.
Das Kloster wurde im Jahre 1563 wiederaufgebaut. Die Mehrheit der Einwohner von Bachdida begann, im 18. Jahrhundert zum Katholizismus überzutreten, das Kloster allerdings verblieb unter der Kontrolle der syrisch-orthodoxen Kirche, bis es wieder verwüstet wurde.
Das Kloster wurde wieder im Jahre 1998 aufgebaut.

## Johann-von-Dailam-Fest
Das Naqortaya-Kloster wird während des Festes für Johannes von Dailam, der am letzten Freitag des Märzmonats stattfindet, von Tausenden syrisch-orthodoxer Pilger aus der Region der Ninive-Ebenen besucht.